# Перрен, Франсис (актёр)
Франси́с Перре́н (фр. Francis Perrin; род. 10 октября 1947, Версаль, Франция) — французский актёр, режиссёр и сценарист.
Российскому зрителю известен по роли «Шарля-Юбера Поше» в фильме «Украли бедро Юпитера».
Не следует путать Франсиса Перрена с вымышленным персонажем «Франсуа Перрен/Франсуа Пиньон» Франсиса Вебера.

## Биография
Франсис Перрен родился 10 октября 1947 года в Версале. Учась в Парижской консерватории и «Комеди Франсэз» посещал курсы Луи Сенье (фр. Louis Seigner) и Пьера Дюкса (Pierre Dux).
Дебютирует на широком экране в 1973 с маленькой ролью в фильме «Консьерж» Жана Жиро.
В следующем году он получает главные роли в фильмах «Не та любовная история» и «Пощёчина», тем самым завоёвывая своё место в киноискусстве.
В то же время он играет множество ролей второго плана в многочисленных комедиях, таких как: «Безумия буржуазии» Клода Шаброля, «Робер и Робер» Клода Лелуша.
В 1972 играл в театре «Комеди Франсез» (фр. Comédie-Française).
Сыграл роль в спектакле «Проделки Скапена» по пьесе Мольера «Проделки Скапена»
С 1992 по 2000 год был директором театра «Théâtre Montansier» в Версале.
В 2001 вместе с Жаном-Клодом Бриали выступил художественным заместителем директора Фестиваля в Анжу (фр. Festival d'Anjou), затем в 2002 и 2003 годах был директором.
Франсис Перрен также занимается благотворительностью.

## Фильмография

### Работы в кино
- 1973 — Заживо погребённая / Sepolta viva
- 1973 — Консьерж / Le Concierge
- 1974 — Не та любовная история / On s’est trompé d’histoire d’amour
- 1974 — Пощёчина / La Gifle
- 1974 — Неустрашимый д’Артаньян / D’Artagnan l’Intrépide
- 1975 — Серьёзный, как удовольствие / Sérieux comme le plaisir
- 1975 — Это твердо ко всему миру / C’est dur pour tout le monde
- 1976 — Безумия буржуазии / Folies bourgeoises
- 1976 — Посыльный из Максима / Le Chasseur de chez Maxim’s
- 1977 — Синие папоротники / Les Fougères bleues
- 1977 — Сороконожка бьёт чечётку / Le mille-pattes fait des claquettes
- 1978 — Робер и Робер / Robert et Robert
- 1979 — Голубчик / Gros câlin
- 1980 — Украли бедро Юпитера / On a volé la cuisse de Jupiter
- 1981 — Король дураков / Le Roi des cons
- 1982 — Неприятная физиономия / Tête à claques
- 1982 — Безумная история Франсиса Перрена / La folle histoire de Francis Perrin
- 1983 — Весь мир может ошибаться / Tout le monde peut se tromper
- 1984 — Красивое сердце / Le joli coeur
- 1985 — Это случилось со мной / Ça n’arrive qu'à moi
- 1986 — Дебютант / Le débutant
- 1987 — Клуб встреч / Club de rencontres
- 1990 — Считающийся опасным / Présumé dangereux
- 1993 — Браконьер / La braconne
- 1993 — Инспектор Медез / Inspecteur Médeuze
- 1996 — Зелёная красавица / La belle verte
- 2004 — Род человеческий: Парижане / Le genre humain — 1: Les parisiens
- 2005 — Смелость любить / Le Courage d’aimer
- 2006 — Петер Пан вырос а Джон Леннон умер / Peter Pan a grandi et John Lennon est mort
- 2007 — Медовый Месяц / Lune de miel
- 2009 — Кот и мышь / Chat et souris
- 2013 — Каникулы маленького Николя / Les vacances du petit Nicolas

### Работы на ТВ
- 1972 — Буссардели / Les Boussardel
- 1972 — Железные дороги / Les chemins de fer
- 1973 — Проделки Скапена / Les fourberies de Scapin
- 1976 — Век Просвещения / Le Siècle des Lumières
- 1977 — Это случилось в Париже / C’est arrivé à Paris
- 1978 — Один медведь не как другие / Un ours pas comme les autres
- 1978 — В театре вечером / Au théâtre ce soir
- 1979 — Три мушкетёра / Les trois mousquetaires ou L’escrime ne paie pas
- 1980 — Севильский цирюльник / Le Barbier de Séville
- 1980 — Антенна Франсису Перрену / Antenne à Francis Perrin
- 1988 — Восхищение Скапена / Le ravissement de Scapin
- 1991 — Максим и Ванда: Ключевая революция в руках / Maxime et Wanda: Une révolution clé en main
- 1994 — Топаз / Topaze
- 1995 — Максим и Ванда: Красивый мусор / Maxime et Wanda: Les belles ordures
- 1997 — Чудо в Эльдорадо / Miracle à l’Eldorado
- 2000 — Дитя стыда / L’enfant de la honte
- 2001 — Новые приключения Лаки Люка / Les nouvelles aventures de Lucky Luke
- 2002 — В этих руках / Sentiments partagés
- 2002 — Жульетта Лезаж, врач для всех / Juliette Lesage, médecine pour tous
- 2007 — Три чудесные сказки / Trois contes merveilleux
- 2008 — Дама от Максима / La dame de chez Maxim
- 2009 — Клара, французская страсть / Clara, une passion française

## Режиссёр, сценарист
- 1982 — Неприятная физиономия / Tête à claques
- 1984 — Красивое сердце / Le joli coeur
- 1985 — Это случилось со мной / Ça n’arrive qu'à moi
- 1986 — Дебютант / Le débutant

## Награды
- 1987 — Кавалер ордена «За заслуги»
- 1990 — Кавалер ордена Искусств и литературы
- 1994 — Кавалер ордена Почётного легиона
- 2001 — Офицер ордена «За заслуги»
- 2003 — Офицер ордена Культурных заслуг (Монако)
- 2007 — Офицер ордена Почётного легиона
- 2016 — Офицер ордена Искусств и литературы